# Microchrysa mokanshanensis
Microchrysa mokanshanensis är en tvåvingeart som beskrevs av Ouchi 1938. Microchrysa mokanshanensis ingår i släktet Microchrysa och familjen vapenflugor. Inga underarter finns listade i Catalogue of Life.